# Ядерные спеклы

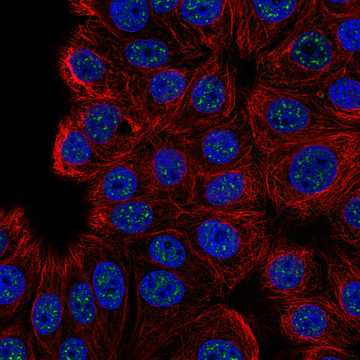
Микрофотография клеток, в которых ядерные спеклы светятся зелёным благодаря окрашиванию антителами к белку C16orf71

Я́дерные спе́клы, или спе́клы, или B-снурпосо́мы, или компа́ртменты фа́кторов спла́йсинга, или доме́ны SC-35, или кла́стеры интерхромати́новых гра́нул (англ. nuclear speckles) — ядерные тельца, регулирующие сплайсинг. В ядерных спеклах находятся факторы сплайсинга и малые ядерные рибонуклеопротеины. Изменения в белковом составе и функционировании ядерных спекл приводят к изменениям в альтернативном сплайсинге пре-мРНК, поэтому считается, что ключевой функцией ядерных спекл является регуляция доступности факторов сплайсинга в сайтах транскрипции. Недавние исследования показали, что в ядерных спеклах также находятся белки, задействованные в регуляции локализации хромосом, модификации хроматина, транскрипции, процессинге 3'-концов транскриптов, модификации мРНК, белки, полностью покрывающие мРНК, и мРНК-рибонуклеопротеины, поэтому ядерные спеклы рассматриваются как крупнейшие центры регуляции всех этапов экспрессии ядерных генов.

## Структура и белковый состав
В интерфазных ядрах клеток человека содержится от 20 до 50 ядерных спекл, имеющих диаметр в несколько мкм. Одна ядерная спекла состоит из интерхроматиновых гранул диаметром 20—25 нм, которые соединяются фибриллами и формируют кластер — ядерную спеклу. Размер и форма ядерных спекл может значительно меняться и отличаться в клетках разных типов. На размер и форму спекл оказывают влияние множество факторов, в числе которых уровень АТФ в клетке, фосфорилирование/дефосфорилирование различных белков, транскрипция генов, активируемых стрессом, ремоделирование хроматина комплексом SWI/SNF, а также транскрипция, опосредуемая РНК-полимеразой II.
Распределение белков в ядерных спеклах неравномерно. Так, SRSF2 локализуется в центре спекл, а длинная некодирующая РНК MALAT1 и малые ядерные РНК находятся на периферии. Показано, что размер спекл зависит от содержания РНК в них.
По биофизическим свойствам ядерные спеклы и нуклеоплазма не имеют значительных различий, однако ядерные спеклы слегка плотнее окружающей их нуклеоплазмы. Сборка и стабильность ядерных спекл зависит от взаимодействий их белковых компонентов. Многие белки спекл имеют очень гибкие участки низкой сложности (то есть не имеющие выраженной пространственной структуры), которые играют важную роль в белок-белковых взаимодействиях и взаимодействиях белков с РНК. Они также играют важную роль в разделении фаз на границе жидкость-жидкость — ещё одном механизме, который обеспечивает целостность ядерных спекл. На разделение фаз на границе спекл и нуклеоплазмы влияют температура, pH, ионная сила и посттрансляционные модификации белков с участками низкой сложности. Цепочки повторяющихся аминокислот, например, пять или более последовательно соединённых остатков гистидина, служат сигналами локализации в ядерных спеклах.
В течение интерфазы ядерные спеклы очень стабильны. Разрушение ядерной оболочки в ходе митоза запускает разборку ядерных спекл, в результате которой белки спекл оказываются в цитоплазме. Там они собираются в так называемые митотические интерхроматиновые гранулы, которые можно видеть в метафазе, анафазе и телофазе. После того как в дочерней клетке восстановится ядерная оболочка, большинство факторов сплайсинга покидают митотические интерхроматиновые гранулы и в течение 10 минут перемещаются в ядро, однако некоторые факторы (например, SRSF2) могут оставаться в цитоплазме до G1-фазы. Когда начинается транскрипция, к новообразованным транскриптам привлекаются факторы сплайсинга и процессинга РНК, что приводит к нуклеации ядерных спекл вблизи сайтов активной транскрипции. Возможно, поведение ядерных спекл в клеточном цикле регулируется циклинами, потому что единственным неподвижным белком в интерфазных спеклах является циклин L1.
Как и другие ядерные тельца, ядерные спеклы постоянно динамически обмениваются белковыми молекулами с нуклеоплазмой. Например, сплайсосомные рибонуклеопротеины собираются в тельцах Кахаля до перемещения в спеклы; кроме того, они регулируют созревание 3'-концов гистоновых транскриптов в тельцах гистоновых локусов. В ядерных спеклах можно обнаружить белки параспекл PSF и PSP2, и часто спеклы и параспеклы располагаются близко друг к другу. Белок Pat1b локализуется в ядерных спеклах и PML-тельцах. Однако функциональное значение столь тесных связей между ядерными тельцами ещё нужно установить.
В ядерных спеклах происходят многие посттрансляционные модификации белков, такие как фосфорилирование, метилирование, ацетилирование, убиквитинилирование и SUMO-илирование. В спеклах были обнаружены 31 протеинкиназа, и обратимое фосфорилирование играет важную роль в внутриклеточной локализации белков спекл, например, факторов сплайсинга, обогащённых аргинином и серином (SRSFs). Фосфорилирование и дефосфорилирование этих белков влияют на сплайсинг и сборку белков в спеклах.
Ядерные спеклы тесно связаны с сигнальными путями, включающими производные фосфоинозитола (PIs). Многие белки спекл могут непосредственно с ними связываться, другие регулируются PIs косвенно через активность PI-зависимых белков, а именно, протеинкиназ и убиквитинлигаз. Существуют также прямые указания на то, что PIs сами локализуются в ядерных спеклах. Они могут оказывать значительное влияние на ядерные спеклы, поскольку регулируемые ими сигнальные белки чрезвычайно многофункциональны, как, например, некоторые протеинкиназы, локализующиеся в спеклах.
В ядерных спеклах были обнаружены некоторые белки цитоскелета. Перестройки цитоскелета находятся под контролем белков спекл, участвующих в сигнальных путях PI (PIP5K1A, INPPL1, PDLIM7/ENIGMA и профилин-1) и кальция (L-пластин, PTK2B и EPB41). Цитоскелетные белки могут регулировать не только сборку ядра, но и транскрипцию. Полимеризация актина имеет важное значение для ядерного транспорта и транскрипции, поскольку перестройки ядерных спекл при подавлении РНК-полимеразы II и привлечение РНК-полимеразы II к активированным промоторам зависят от полимеризации актина. В ядерных спеклах, кроме того, накапливается мономерный актин.
Значительная доля белков ядерных спекл подвергается ковалентному присоединению убиквитина или подобных ему белков, таких как SUMO1, ISG15 и UBL5. При этом деубиквитинирующие ферменты в спеклах обнаружены не были. Присоединение SUMO-1 служит типичным сигналом, привлекающим белки в ядерные спеклы.
В ядерных спеклах были обнаружены молекулы РНК, в том числе поли(А)-содержащие РНК и разнообразные некодирующие РНК. Накопление мРНК в спеклах зависит от ядерного экспорта, поскольку при отключении этого процесса в спеклах накапливается значительное количество мРНК. Некоторые исследования показали, что в ядерных спеклах может идти и сам сплайсинг, однако это утверждение требует дополнительной проверки. К некодирующим РНК, накапливающимся в спеклах, относятся малые ядерные РНК, 7SK РНК и длинная некодирующая РНК MALAT1. Эта РНК стабилизируется не поли(А)-хвостом, а при помощи консервативной триспиральной структуры, и накапливается в ядре. Она взаимодействует с некоторыми SRSFs и малой ядерной РНК U1. MALAT1 влияет на альтернативный сплайсинг, регулируя фосфорилирование и распределение по ядру факторов сплайсинга. Однако было показано, что MALAT1 не является жизненно необходимой для нормального развития у мышей.

## Функции
Более половины белков ядерных спекл задействованы в регуляции транскрипции и сплайсинга. Спеклы формируются в непосредственной близости от сайтов транскрипции, опосредуемой РНК-полимеразой II, и даже содержат несколько её субъединиц. Многие белки спекл регулируют элонгацию транскрипции, например, элонгин (фактор элонгации транскрипции SIII) и TRIM28. В спеклах можно найти белки, регулирующие активность РНК-полимеразы II, и белки, вовлечённые в репарацию ДНК. Показана роль ядерных спекл в пространственной организации транскрипционно активного хроматина. Многие белки спекл задействованы в эпигенетической регуляции экспрессии генов, например, в спеклах были выявлены гистоны, гистонацетилтрансферазы, метилтрансферазы, деацетилазы и белок HP1, ответственный за переход эухроматина в гетерохроматин.
Показано участие ядерных спекл в процессинге и экспорте мРНК. В частности, спеклы играют важную роль в выборе сайта альтернативного полиаденилирования. В ядерных спеклах происходит N6-метилирование аденозина (m6A). Метилированный аденозин изменяет структуру молекулы РНК и влияет на её взаимодействие с белками, что оказывает важное влияние на метаболизм РНК. В ходе ранних этапов сплайсинга к сплайсосоме привлекается комплекс сращивания экзонов (EJC). Многие белки спекл взаимодействуют с EJC и ускоряют последующие этапы экспрессии генов, такие как сплайсинг соседних сайтов, ядерный экспорт мРНК и трансляция.

## Клиническое значение
Изменения в структуре и функционировании ядерных спекл происходят при самых разнообразных заболеваниях. Некоторые из них, связанные непосредственно с мутациями в генах белков и РНК спекл, относительно редки. К их числу относят пигментный ретинит, мандибулофациальный дизостоз и синдром TAR.
Возникновение рака связано с нарушениями в альтернативном сплайсинге, которые вызваны изменениями в экспрессии генов, кодирующих факторы сплайсинга, что часто происходит в результате морфологических изменений спекл. При многих видах рака наблюдается сверхэкспрессия белков спекл, таких как SR-белки. Повышенного уровня SRSF1 достаточно для запуска развития опухоли.
Многие вирусы в ходе жизненного цикла используют белки клетки-хозяина, такие как белки сплайсинга и ядерного экспорта. Так, SRSFs и белки гетерогенных рибонуклеопротеинов контролируют сплайсинг РНК ВИЧ и других вирусов, влияя на трансляцию вирусных белков. В свою очередь, при вирусной инфекции меняются локализация и уровень факторов сплайсинга, в частности, они удаляются из ядерных спекл. Вирусы также используют белки, отвечающие за процессинг 3'-конца мРНК. Любопытно, что на функционирование ядерных спекл влияют даже вирусы, реплицирующиеся в цитоплазме.
Ядерные спеклы вовлечены в патогенез многих нейрологических заболеваний, таких как болезнь Альцгеймера, болезнь Паркинсона, лобно-височная деменция, боковой амиотрофический склероз, спинальная мышечная атрофия и шизофрения. Белки спекл вовлечены в дифференцировку нейронов и контролируют сплайсинг белков, специфичных для нейронов. Показана возможная роль ядерных спекл в заболеваниях, связанных с увеличением числа простых повторов в определённых генах.